# Plumelin
Plumelin (bret. Pluverin) – miejscowość i gmina we Francji, w regionie Bretania, w departamencie Morbihan.
Według danych na rok 1990 gminę zamieszkiwało 1748 osób, a gęstość zaludnienia wynosiła 56 osób/km² (wśród 1269 gmin Bretanii Plumelin plasuje się na 359. miejscu pod względem liczby ludności, natomiast pod względem powierzchni na miejscu 255.).